# Лідаржан
Лідаржан (фр. lis d'argent — срібна лілея) — французька срібна монета типу lis d'or в 20 су, або 1 лівр, карбувалася в 1656 році вагою в 8,024 г (7,690 г срібла). Монета іноді фігурує під назвою Турський лівр або просто лівр.

## Джерело
- 3варич В. В. Нумізматичний словник. — Львів: «Вища школа», 1978, 338 с.